# مستی
مَستی بیشتر به حالتی گفته می‌شود که در اثر نوشیدن نوشیدنی‌های الکلی رخ می‌دهد. برخی از داروهای سیستم اعصاب مرکزی مانند زولپیدم و اکستازی نیز باعث مست شدن افراد می‌شود و نیز بنزودیازپین‌ها در دوزهای بالا باعث مستی می‌شود. در ادبیات، این واژه در برابر هشیاری بکار برده می‌شود. هنگام مستی با تراوش دُپامین در بدن، شادمانی آدمی افزایش می‌یابد.

## درجات مستی
درجات مستی در ادامه آمده است:
۱. سرخوشی (۱ نوشیدنی)
۲. تَردَماغی، نیم‌مستی یا نیم‌مستکی (۲ تا ۳ نوشیدنی)
۳. سیاه‌مستی، مستی یا مستکی (۴ تا ۵ نوشیدنی)
۴. خرابی، پاتیلی یا بدمستی (۶ نوشیدنی یا بیشتر)
بدن آدمی به طور میانگین، هر ۱ ساعت، سموم ساخته شده در بدن پس از نوشیدن یک نوشیدنی را پس می‌زند. بنابراین، برای نمونه، نوشیدن ۴ یا بیشتر نوشیدنی، چنانچه در بازهٔ کوتاهی نباشد و در طول چندین ساعت انجام شود، آدمی را به سیاه‌مستی یا بدمستی نمی‌رساند.

## فرایند مستی
اتانول یا الکل اتیلیک، یا الکل غلات عامل مستی است. اتانول مایعی شفاف و بی‌رنگ است که محصول فرعی تخمیر گیاهی است. این بدان معنی است که به تنهایی تولید نمی‌شود، بلکه در نتیجه فرایند دیگری تولید می‌شود. الکل از لحظه‌ای که وارد دهان می‌شود، کار خود را انجام می‌دهد، و با عبور الکل از بدن شما، اثرات آن بیشتر محسوس می‌شود. به محض اینکه الکل وارد دهان شما می‌شود مقداری از آن از طریق رگ‌های خونی کوچک در دهان و روی زبان وارد جریان خون شما می‌شود. تا ۲۰ درصد از الکلی که می‌نوشید از طریق معده وارد جریان خون شما می‌شود. بقیه آن از طریق روده کوچک وارد جریان خون شما می‌شود. اگر غذا در معده خود داشته باشید، الکل مدت طولانی تری آنجا می‌ماند. بدون غذا، الکل خیلی سریعتر به جریان خون شما ورود می‌کند. هر چه الکل در خون شما در یک زمان بیشتر باشد، احساس مستی بیشتری خواهید داشت. جریان خون شما می‌تواند الکل را به سرعت در بدن شما پخش کند. وقتی الکل در جریان خون شما باشد، باعث گشاد شدن رگ‌های خونی شما نیز می‌شود. همچنین الکل منجر به برافروختگی پوست، احساس گرما موقت، کاهش سریع دمای بدن و افت فشار خون می‌شود. الکل می‌تواند خیلی سریع روی شما اثر کند. معمولاً در عرض ۵ دقیقه به مغز شما می‌رسد و می‌توانید در عرض ۱۰ دقیقه اثرات آن را احساس کنید. هنگامی که غلظت الکل در جریان خون شما رو به افزایش می‌رود، احساس خوبی خواهید داشت. ممکن است احساس شادی، اجتماعی و اعتماد به نفس بیشتری داشته باشید. این به این دلیل است که الکل ترشح دوپامین و سروتونین را تحریک می‌کند که به درستی به عنوان هورمون‌های «احساس خوب» شما شناخته می‌شوند. همان‌طور که مست می‌شوید، علائم فیزیکی بیشتری را تجربه خواهید کرد. این به این دلیل اتفاق می‌افتد که الکل سیستم عصبی مرکزی شما را تحت فشار قرار می‌دهد و در مسیرهای ارتباطی مغز شما تداخل می‌کند، که بر نحوه پردازش اطلاعات مغز شما تأثیر می‌گذارد. الکل باعث لکنت زبان، از دست دادن هماهنگی، تاری دید و سرگیجه می‌شود.

## مستی در ادیان
در اسلام نوشیدن مسکرات حرام و مستی گناه شمرده می‌شود. مجازات شخص شراب خوار در اسلام تا سه بار اجرای حد و بار چهارم قتل است. قرآن مضرات شراب را در برابر منافعش بیشتر می‌داند همچنین نماز گزاردن شخص مست را مجاز نمی‌داند. در روایات اسلامی به شدت از هر مادهٔ مست کننده‌ای (مسکرات) منع شده‌است. از پیامبر اسلام در این مورد نقل است:
شرابخوار اگر بیمار شد از او عیادت نکنید و اگر شهادت داد نپذیرید و اگر یادی از او به میان آمد، او را نستایید و اگر خواستگاری کرد به او همسر ندهید و اگر سخنی گفت تصدیقش نکنید و اگر مرد در مراسم دفنش حاضر نشوید.
تمامی مذاهب اسلامی در مورد حرمت مستی توافق دارند.
در دین یهود نیز استفاده از هر مست‌کننده ای نهی شده‌است.
در مسیحیت در قسمت‌هایی از انجیل از مستی حذر شده‌است و حتی معاشرت با افراد مست نیز نهی شده‌است. اما در عین حال از نوشیدن شراب توسط مسیح سخن گفته شده. در انجیل آمده‌است:
مصیبت و بدبختی گریبانگیر چه کسی می‌شود؟ … کسی که دایم شراب می‌خورد و به‌دنبال می‌گساری می‌رود. پس فریفته شراب قرمز نشو که در پیاله به تو چشمک می‌زند و سپس به نرمی از گلویت پایین می‌رود؛ زیرا در پایان، مثل مار سمی تو را نیش خواهد زد و چون افعی تو را خواهد گزید. چشمانت چیزهای عجیب و غریب خواهند دید و گرفتار وهم و خیال خواهی شد.
مسیحیان شراب را هدیه‌ای از سوی خدا می‌دانند که به زندگی شادی می‌بخشد اما مصرف زیاد آن را که به مستی منجر می‌شود گناه می‌دانند.

## عوارض پزشکی

### کوتاه مدت[۲۵]
- اختلال در عملکرد قلب، ششها
- تخریب ماهیچه‌ها
- افزایش وزن
- تضعیف سیستم ایمنی بدن
- تشنگی مفرط و ضعف عضلانی

### دراز مدت
- تخریب بافت مغزی
- بیماری‌های مزمن کبدی
- کاهش طول عمر
- سوء تغذیه

## دیدگاه حقوقی

### ایران
بر اساس قوانین جمهوری اسلامی ایران مجازات خوردن مسکرات مطابق اسلام تا سه بار اجرای حد است و بار چهارم شخص کشته می‌شود. این مجازات بر کسی اعمال می‌شود که بالغ و عاقل و مختار و آگاه به مسکر بودن و حرام بودن آن باشد. این حکم با دو بار اقرار خود فرد یا شهادت دو نفر دیگر قابل اجراست. اگر پیش از شهادت متهم توبه کند مجازات حد برداشته می‌شود. حد برای مستی برابر ۸۰ ضربه تازیانه‌است. بدین صورت که مردان را به صورت ایستاده و نیمه عریان و زنان را به صورت نشسته و پوشیده تازیانه می‌زنند. طبق ماده ۲۶۶ قانون مجازات غیرمسلمان تنها در صورت تظاهر به مصرف مسکر، محکوم به حد می‌شود. در قوانین جمهوری اسلامی یکی از شرایط شخص «عاقل» اینست که مست نباشد. به‌طور مثال در اقرار به قتل نفس، اقرار فرد در حالت مستی پذیرفته نیست.